# Little Senegal
Pour plus de détails, voir Fiche technique et Distribution.
Little Senegal est un film franco-germano-algérien réalisé par Rachid Bouchareb, sorti en 2001.

## Synopsis
Alloune, un vieux guide du musée africain « La Maison des Esclaves » à Gorée, au Sénégal, part aux États-Unis pour retrouver les descendants de ses ancêtres qui y ont été déportés comme esclaves. Il se retrouve dans le quartier de Harlem où vit la communauté africaine, Little Senegal.
Alloune retrouve son neveu ainsi qu'une lointaine cousine. Il cherche à rassembler sa famille, ce qui parait incompréhensible aux yeux de ses "parents" américains, car même au sein des Afro-Américains et des Africains, règnent le racisme et la violence. Un fossé sépare les Afro-Américains des immigrés africains récents, ces derniers semblants plus préoccupés par le passé esclavagiste que les premiers.

## Fiche technique
- Titre original : Little Senegal
- Réalisation : Rachid Bouchareb
- Scénario : Rachid Bouchareb et Olivier Lorelle
- Production : 3B Productions et Taunus Film
- Musique : Safy Boutella
- Photographie : Benoît Chamaillard et Youcef Sahraoui
- Montage : Sandrine Deegen et Frédérique Delmeiren
- Pays de production :  France,  Allemagne,  Algérie
- Langues originales : anglais et français
- Format : Ccouleurs -  35 mm - 2,35:1 - Dolby SR
- Genre : drame
- Durée : 98 minutes
- Dates de sortie :
  - Allemagne : 15 février 2001 (Berlinale)
  - France : 18 avril 2001

## Distribution
- Sotigui Kouyaté: Alloune
- Sharon Hope: Ida
- Roschdy Zem : Karim
- Karim Koussein-Traoré : Hassan
- Adetoro Makinde : Amaralis
- Adja Diarra : Biram
- Malaaika Lacario : Eileen
- Deen Badarou : Mohammed, le chauffeur de taxi
- Ismail Bashey : Le contremaître
- Eloi Cloy : Le conservateur
- Toy Connor: La fille
- Daryl Edwards: Le client
- Ron C. Jones : Westley
- Ahmed Ben Larby : Le propriétaire du magasin
- David Langston Smyrl : Le propriétaire
- Moctar Teyeb : Imam
- Ankhasanamen Stone : Une femme américaine
- Cheryl L. Williams : Une femme américaine

## Autour du film
Rachid Bouchareb exprime ainsi ses intentions : « Je me suis interrogé sur les relations qui pouvaient exister entre l'Afro-Américain et l'Africain, deux siècles après la déportation par les Européens de millions d'Africains vers l'Amérique. Que se passe-t-il lorsqu'un Africain, deux cents ans après, vient dire à un Afro-américain : "j'ai fait de longues recherches et je vous ai retrouvé, nous sommes de la même famille, nous avons la même terre, les mêmes racines" »[réf. nécessaire].

## Distinctions
- 2001 : Festival international du film de Berlin Compétition Officielle
- 2001 : 11e Festival du cinéma africain de Milan Prix du meilleur long métrage
- 2001 : Festival de film de Beyrouth Mention spéciale du Jury
- 2001 : Festival du film méditerranéen de Cologne Meilleur Film et Meilleure Interprétation pour Sotigui Kouyaté
- 2001 : Florence  Mention spéciale du Jury
- 2001 : Festival international du film francophone de Namur Bayard de la meilleure contribution artistique, Bayard du meilleur comédien pour Sotigui Kouyaté et Prix ACCT
- 2001 : Troia  Prix spécial du Jury et Prix OCIC
- 2001 : Tuebingen  Prix de la Jeunesse
- 2001 : Festival international du film de Valladolid Prix de la critique internationale (FIPRESCI)
- 2001 : Oscars En compétition pour le meilleur film étranger
- 2002 : Film Festival Innsbruck Prix de l'Institut francophone